# 大江麻理子のモヤモヤとーく
『日経ヴェリタス 大江麻理子のモヤモヤとーく』（にっけいヴェリタス おおえまりこのモヤモヤとーく）はラジオNIKKEIで2009年6月2日から2013年3月13日にかけて放送されていたラジオ番組。全195回。略称はヴェリモヤ。

## 概要
テレビ東京の大江麻理子アナウンサーが普段感じているモヤモヤ（疑問）を、ゲストの日経ヴェリタス編集部員にぶつけて答えてもらい、スッキリするという趣向の番組。主に経済・金融についての素朴な疑問や、日経ヴェリタス掲載記事の内容解説などを行う。「モヤモヤ」とは、大江アナが担当しているテレビ東京系の番組『モヤモヤさまぁ〜ず2』に由来し、経済・金融の難しい内容を「本家モヤさま」譲りの緩い雰囲気で伝えていた。
第1回放送はiTunesのポッドキャストランキングで1位を獲得した。
大江アナのニューヨーク転勤に伴い、2013年3月13日を以って終了。後継番組として2013年4月9日より『曽根純恵のナルホドそーね』が開始される事が、最終回番組内で発表された。

## パーソナリティ
- 大江麻理子（テレビ東京アナウンサー）
- 日経ヴェリタス編集部員が週代わりで解説

## 放送時間
- ラジオNIKKEI第1放送（短波ラジオ放送）で毎週火曜日16:45から25分間。
- NIKKEI NETにてポッドキャスティング配信も行う。公開は毎週火曜日11:00（休日の場合は翌営業日）。

## 主なコーナー
- オープニングトーク

大江がその日の解説を担当する編集者を紹介し、近況報告などの雑談をする。リスナーからの投稿を読むこともある。
- 麻理子の今週のモヤモヤ

通常、オープニングトークの直後に挟まれるコーナー。放送時に話題になっているテーマについて、大江が関連する新聞記事を読み上げ、詳しい解説を聴く。このコーナーでは日経ヴェリタスではなく、日本経済新聞の記事を題材とする場合が多い。
コーナーの冒頭は当初大江の（下手な）歌で始まっていたが、現在はリスナー投稿による「モヤモヤ川柳」（投資・経済に関する川柳）を紹介してスタートする。
- 今週の日経ヴェリタスヘッドライン
- 今週の日経ヴェリタス180秒トピックス
- 日経ヴェリタス今週のPower push!

直近の日経ヴェリタスの記事の中で編集者が「プッシュしたい」と感じる記事を一つ取り上げ、その背景知識などを解説する。前半で主にカバー特集（いわゆる一面）を解説する。コーナー後半では、その他にピックアップされた「お薦め記事」の内容をダイジェストで紹介し、「詳細は今週の日経ヴェリタスをご覧下さい」と締める。
- エンディングトーク

その日のトピックを二人でまとめ、場合によっては視聴者からの投書を読み上げる。
- モヤモヤ大学特別講座

不定期開催のスペシャルコーナー。通常の記事解説から離れ、リスナーからの質問に直接回答する形で経済の初歩のレクチャーをしたり、プロ野球球団の経営、数学、新聞の読み方講座など趣味的な領域の「講義」を行う。
- - 越中秀史…教授
  - 井口哲也…経済探検隊長
  - 大江麻里子…「大江的宇宙論」担当

## 番組本
- 「nbb 日経ヴェリタス 大江麻理子のモヤモヤとーく」（日経ヴェリタス編、日本経済新聞出版社 日経ビジネス人文庫 ISBN 4532195195）
- 「日経ヴェリタス 大江麻理子のモヤモヤとーく2」（日経ヴェリタス編、日本経済新聞出版社 日経ビジネス人文庫　ISBN 453219654X）